# Myospila cincta
Myospila cincta este o specie de muște din genul Myospila, familia Muscidae. A fost descrisă pentru prima dată de Jacques-Marie-Frangile Bigot în anul 1885. Conform Catalogue of Life specia Myospila cincta nu are subspecii cunoscute.